# Aphanommata filum
Aphanommata filum é uma espécie de insetos coleópteros polífagos pertencente à família Curculionidae.
A autoridade científica da espécie é Mulsant & Rey, tendo sido descrita no ano de 1858.
Trata-se de uma espécie presente no território português.